# Thomas Bunday
Thomas Richard Bunday (n. 28 septembrie 1948 – d. 15 martie 1983) a fost un criminal în serie american care, între anii 1979 și 1981, a comis o serie de crime asupra unor femei și fete tinere în orașul Fairbanks, Alaska. La momentul comiterii crimelor, Bunday era în serviciu la Baza Aeriană Eielson, situată în apropiere de Fairbanks, reușind pentru mult timp să evite suspiciunile. Deși a mărturisit faptele, Bunday nu a fost arestat imediat din cauza unei erori juridice⁠(d) și a rămas în libertate timp de încă opt zile, până la aparenta sa sinucidere, într-un accident de motocicletă.

## Biografie
Thomas Bunday s-a născut pe 28 septembrie 1948, în Nashville, Tennessee. A fost al doilea copil al familiei, fratele său mai mare, Ralph, fiind cu 15 ani mai în vârstă decât el. Bunday și-a petrecut copilăria și tinerețea într-o situație socială nefavorabilă: tatăl său, veteran din al Doilea Război Mondial, suferea de tulburări mintale și era agresiv față de soția sa și față de fiul cel mic. După moartea tatălui său, în 1963, Thomas a refuzat să participe la înmormântarea acestuia și a fugit de acasă pentru câteva zile.
Bunday la școală era un elev bun, un copil sociabil care avea mulți prieteni și cunoștințe, fapt ce l-a ajutat să își formeze o viziune pozitivă asupra vieții. După absolvirea liceului în 1966, s-a căsătorit cu iubita din liceu, iar în 1967 s-a înrolat în Forțele Aeriene ale Statelor Unite, obținând gradul de sergent tehnic. La sfârșitul anilor 1960 și începutul anilor 1970, Bunday a fost în serviciu în Asia de Sud-Est. În această perioadă, soția sa a născut un fiu, al cărui tată era alt bărbat.
Cu toate acestea, el a continuat să trăiască alături de soția sa, care ulterior a născut o fiică, dar copilul extraconjugal le-a tensionat relația. La mijlocul anilor 1970, Bunday a fost trimis pentru a servi în continuare la Baza Eielson din Alaska. În această perioadă, a început să manifeste semne de epuizare emoțională și a început să viziteze un psihoterapeut.

## Crimele
Seria de crime a început pe 29 august 1979, când a dispărut Glinda Sodemann, o tânără de 19 ani din Fairbanks. Corpul ei descompus a fost găsit două luni mai târziu într-o groapă de pietriș aflată lângă autostradă, la 37 de kilometri sud de Fairbanks. Pe 13 iunie 1980, a dispărut Doris Oehring, în vârstă de 11 ani. Fratele victimei a declarat poliției că, cu câteva zile înainte ca sora sa să dispară, a văzut-o vorbind cu un străin așezat într-o mașină albastră și purtând o uniformă a Forțelor Aeriene. Fratele a ajutat apoi investigatorul să realizeze un portret-robot complet al criminalului.
Pe 31 ianuarie 1981, Marlene Peters, în vârstă de 20 de ani, a dispărut, care în ziua dispariției sale s-a pregătit să facă autostopul de la Fairbanks până în Anchorage. Cinci săptămâni mai târziu, Wendy Wilson, de 16 ani, a dispărut în drum spre casa unui prieten. Pe 16 mai 1981, Lori King, în vârstă de 18 ani, a dispărut, iar cu puțin timp înainte de dispariția sa, a fost găsit corpul parțial descompus al lui Marlene Peters. În octombrie 1981, lângă Baza Aeriană Eielson, a fost descoperit corpul descompus al lui King. În timpul investigației, poliția a început să suspecteze că în zonă ar acționa un criminal în serie din rândul personalului militar. 

## Descoperirea
În cadrul investigației, poliția a verificat întregul personal al Bazei Aeriene Eielson, inclusiv angajații civili specializați. Până pe 3 februarie 1982, doar trei persoane au fost incluse pe lista de suspecți, dintre care una era Bunday. Până la acea dată, el fusese transferat la Wichita Falls, Texas, unde își desfășura activitatea din septembrie 1981.
Thomas Bunday a fost arestat pe 7 martie 1983 și a fost dus la secția de poliție pentru a fi interogat. Pe lângă interogatoriu, a fost efectuată o percheziție la locuința sa și în portbagajul mașinii sale. În urma percheziției, au fost găsite dovezi care îl legau pe Bunday de crimele din Fairbanks. Afland acest lucru, Thomas a recunoscut în aceeași zi că a ucis cinci femei și fete și a descris în detaliu crimele și circumstanțele în care acestea au avut loc.
A fost interogat și cu privire la uciderea lui Cassandra Goodwin la 22 martie, dar a refuzat cu vehemență să recunoască faptul că ar fi fost autorul acestei crime. Bunday a indicat problemele psihologice și complexe sexuale ca motive pentru comiterea crimelor. În ciuda mărturisirii sale, el nu a fost arestat și a trebuit să fie eliberat, deoarece nu exista un mandat de arestare pentru el.

## Moartea
Autoritățile din Alaska au emis un mandat de arestare⁠(d) pe numele lui Thomas Bunday pe 15 martie 1983, dar acesta nu a fost imediat capturat în Texas. În timp ce conducea motocicleta la aproximativ 64 de kilometri de Wichita Falls, Texas, Bunday a intrat pe banda opusă a autostrăzii și s-a ciocnit cu un camion. A decedat aproape instantaneu. Incidentul a fost ulterior recunoscut ca fiind o sinucidere.